# Tim Kerr
Timothy Kerr (né le 5 janvier 1960 à Windsor, dans la province de l'Ontario, au Canada) est un joueur professionnel canadien de hockey sur glace qui évoluait au poste de ailier.

## Carrière
Kerr signe comme agent libre avec les Flyers de Philadelphie avec lesquels il joue l'essentiel de sa carrière dans la LNH ; il joue également une saison avec les Rangers de New York et les Whalers de Hartford.
Il connait quatre saisons consécutives de plus de cinquante buts dont la saison 1985-1986 où il enregistre un record dans la LNH de 34 buts en avantage numérique. 
Des blessures affectent sa carrière et il manque une grande partie des saisons 1982-1983 et 1987-1988. 
En 2003, il devient copropriétaire des Ice Pilots de Pensacola, club de l'ECHL.
Kerr devient ensuite copropriétaire en 2009 des Surge du Mississippi de la Southern Professional Hockey League puis, l'année suivante, est nommé à titre de gouverneur de cette même ligue.

## Statistiques
| Saison     | Équipe                 | Ligue      |     | Saison régulière | Saison régulière | Saison régulière | Saison régulière | Saison régulière |    | Séries éliminatoires | Séries éliminatoires | Séries éliminatoires | Séries éliminatoires | Séries éliminatoires |
| Saison     | Équipe                 | Ligue      | PJ  | B                | A                | Pts              | Pun              | PJ               | B  | A                    | Pts                  | Pun                  |                      |                      |
| 1976-1977  | Spitfires de Windsor   | AHO        | 9   | 2                | 4                | 6                | 7                |                  |    |                      |                      |                      |                      |                      |
| 1977-1978  | Kingston Canadians     | AHO        | 67  | 14               | 25               | 39               | 33               |                  |    |                      |                      |                      |                      |                      |
| 1978-1979  | Kingston Canadians     | AHO        | 57  | 17               | 25               | 42               | 27               |                  |    |                      |                      |                      |                      |                      |
| 1979-1980  | Mariners du Maine      | LAH        | 7   | 2                | 4                | 6                | 2                | --               | -- | --                   | --                   | --                   |                      |                      |
| 1979-1980  | Kingston Canadians     | AHO        | 63  | 40               | 33               | 73               | 39               |                  |    |                      |                      |                      |                      |                      |
| 1980-1981  | Flyers de Philadelphie | LNH        | 68  | 22               | 23               | 45               | 84               | 10               | 1  | 3                    | 4                    | 2                    |                      |                      |
| 1981-1982  | Flyers de Philadelphie | LNH        | 61  | 21               | 30               | 51               | 138              | 4                | 0  | 2                    | 2                    | 2                    |                      |                      |
| 1982-1983  | Flyers de Philadelphie | LNH        | 24  | 11               | 8                | 19               | 6                | 2                | 2  | 0                    | 2                    | 0                    |                      |                      |
| 1983-1984  | Flyers de Philadelphie | LNH        | 79  | 54               | 39               | 93               | 29               | 3                | 0  | 0                    | 0                    | 0                    |                      |                      |
| 1984-1985  | Flyers de Philadelphie | LNH        | 74  | 54               | 44               | 98               | 57               | 12               | 10 | 4                    | 14                   | 13                   |                      |                      |
| 1985-1986  | Flyers de Philadelphie | LNH        | 76  | 58               | 26               | 84               | 79               | 5                | 3  | 3                    | 6                    | 8                    |                      |                      |
| 1986-1987  | Flyers de Philadelphie | LNH        | 75  | 58               | 37               | 95               | 57               | 12               | 8  | 5                    | 13                   | 2                    |                      |                      |
| 1987-1988  | Flyers de Philadelphie | LNH        | 8   | 3                | 2                | 5                | 12               | 6                | 1  | 3                    | 4                    | 4                    |                      |                      |
| 1988-1989  | Flyers de Philadelphie | LNH        | 69  | 48               | 40               | 88               | 73               | 19               | 14 | 11                   | 25                   | 27                   |                      |                      |
| 1989-1990  | Flyers de Philadelphie | LNH        | 40  | 24               | 24               | 48               | 34               | --               | -- | --                   | --                   | --                   |                      |                      |
| 1990-1991  | Flyers de Philadelphie | LNH        | 27  | 10               | 14               | 24               | 8                | --               | -- | --                   | --                   | --                   |                      |                      |
| 1991-1992  | Rangers de New York    | LNH        | 32  | 7                | 11               | 18               | 12               | 8                | 1  | 0                    | 1                    | 0                    |                      |                      |
| 1992-1993  | Whalers de Hartford    | LNH        | 22  | 0                | 6                | 6                | 7                | --               | -- | --                   | --                   | --                   |                      |                      |
| Totaux LNH | Totaux LNH             | Totaux LNH | 655 | 370              | 304              | 674              | 596              | 81               | 40 | 31                   | 71                   | 58                   |                      |                      |

## Honneurs et récompenses
- Deuxième équipe des étoiles de la LNH : 1987
- Match des étoiles de la LNH : 1984, 1985, 1986
- Récipiendaire du trophée Bill-Masterton : 1989

## Records
- Plus grand nombre de buts en avantage numérique en une saison de LNH : 34 en 1985–86
- Plus grand nombre de saisons à plus de 50 buts pour un joueur des Flyers : 4 de 1983-1984 à 1986-1987
- Plus de buts en une période : 4 le 13 avril 1985 (record partagé)
- Plus de buts en avantage numérique pendant une période : 3 le 13 avril 1985